# VERSEn
VERSEn（ヴァース）はNeOFRONT(ソニー・ミュージックレーベルズ)とHelixesによるVTuberプロジェクトおよびVTuberグループである。

## 概要
- ソニー・ミュージックレーベルズとHelixesが共同でメディアミックスプロジェクトとして「VERSEn」を始動。キャラクターのライブ配信、映像作品、小説など多岐にわたって展開している。[1][2]
- マル・ナナモナ、ヒトシロ・イツキ、カガセ・ウノ、アルバ・セラ、カシ・オトハの5人は2021年11月19日からVTuberとして活動している[3]。また、2024年4月2日付でVEEにマネジメント移籍した[4]。

## 沿革

### 2021年
- 11月12日: プロジェクトのアニメーションティザーPV「Episoden | 空想」を公開。[5][6][7]

### 2022年
- 6月28日: 映像シリーズ第1弾「Intro 1 | 独白」を公開。[8][9]
- 11月19日: オリジナル曲「『空想』| VERSEn - Episode Song」を公開。[10][11]
- 11月: 1周年記念イベントを開催。VERSEn1周年記念特番を2022年11月19日に、コラボカフェ「VERSEnアニバーサリーカフェin秋葉原和堂」を11月20日から11月23日に開催した。[12]

### 2023年
- 4月: TOKYO MXにて冠番組「とびだせ！VERSEn」が2023年4月21日、28日に全2回で放送された。[13]

### 2024年
- 2月7日: アルバ・セラとカシ・オトハの1stアルバムをリリース。[14]

- 4月2日: Vtuberとして活動しているマル・ナナモナ、ヒトシロ・イツキ、カガセ・ウノ、アルバ・セラ、カシ・オトハの5人がソニー・ミュージックエンタテインメントが運営するバーチャルタレント育成&マネジメントプロジェクト「VEE」にマネジメント移籍した。[4][15]

## キャラクター
| キャラクター     | キャラクターデザイン | 出典   |
| ---------------- | -------------------- | ------ |
| リン             | 堀口悠紀子           | [ 16 ] |
| マル・ナナモナ   | 赤坂アカ             | [ 17 ] |
| ヒトシロ・イツキ | raemz                | [ 18 ] |
| カガセ・ウノ     | しゅがお             | [ 19 ] |
| アルバ・セラ     | Kane                 | [ 20 ] |
| カシ・オトハ     | popman3580           | [ 21 ] |

## 映像シリーズ
| タイトル                    | 公開       | 声         | 出典         |
| --------------------------- | ---------- | ---------- | ------------ |
| Intro 1 \| 独白             | 2022/06/28 | 楠木ともり | [ 8 ] [ 22 ] |
| Intro 2 \| 最初の高原       | 2022/07/02 | 楠木ともり | [ 23 ]       |
| Intro 3 \| 社会への教導     | 2022/07/05 | 楠木ともり | [ 24 ]       |
| Intro 4 \| 燃える世界の享楽 | 2022/07/13 | 楠木ともり | [ 25 ]       |
| Intro 5 \| 憧れの大迷宮     | 2022/07/20 | 楠木ともり | [ 26 ]       |
| Intro 6 \| 世界の答え合わせ | 2022/08/07 | 楠木ともり | [ 27 ]       |
| Intro 7 \| 不可解           | 2022/08/29 | 楠木ともり | [ 28 ]       |
| Intro 8 \| 傍白             | 2022/10/02 | 楠木ともり | [ 29 ]       |

## オリジナル楽曲
| タイトル | 公開       | ボーカル   | 作曲   | 作詞       | 出典          |
| -------- | ---------- | ---------- | ------ | ---------- | ------------- |
| 空想     | 2022/11/19 | 楠木ともり | 江口亮 | 平嶋慎太郎 | [ 10 ] [ 11 ] |

## 出演

### テレビ番組
- ぷみぷみVEE - TOKYO MX（2023年1月13日）[30]
- とびだせ！VERSEn - TOKYO MX（2023年4月21日、4月28日）[13]